# 과들루프의 기
과들루프는 프랑스의 국기를 기로 사용하고 있다. 과들루프 분리주의 진영은 과들루프 인민 해방 연합(UPLG)이 제안한 수리남의 국기와 비슷한 형태의 디자인을 한 기를 사용한다. 레지옹 기는 하얀색 바탕 가운데에 과들루프의 로고가 그려진 형태의 기를 사용하는데, 로고 안에는 초록색과 파란색 두 가지 색의 사각형이 그려져 있으며, 사각형 위에는 태양과 새가 그려져 있다.
로고 아래에는 "레지옹 과들루프" ("RÉGION GUADELOUPE")라는 문구와 노란색 선이 새겨져 있다.

## 그 외의 기

지역에서 사용되는 비공식 기
지역에서 사용되는 검정색 도안의 비공식 기
과들루프 인민 해방 연합이 제안한 기

## 같이 보기
- 과들루프의 문장